# Ana Marzoa
Ana Beatriz Vázquez Argibay, más conocida como Ana Marzoa (Buenos Aires, 15 de septiembre de 1949), es una actriz con doble nacionalidad hispano-argentina.

## Biografía
Hija de emigrantes gallegos, nació en Buenos Aires y siendo muy joven realizó estudios de teatro, danza clásica, magisterio y música. En 1971 regresó a España, donde ha desarrollado toda su carrera profesional.
Lleva presente más de tres décadas en los escenarios españoles, donde ha interpretado gran número de personajes. Entre sus creaciones más celebradas por la crítica y el público están las de Rosaura, en la obra La vida es sueño, de Calderón de la Barca, dirigida por José Luis Gómez. Ha interpretado también, entre otras, La Dorotea, de Lope de Vega; El castigo sin venganza (1985) y El concierto de San Ovidio, ambas dirigidas por Miguel Narros; o la obra Paso a paso, de Brian Clark, en versión de Nacho Artime.
Pero lo que le dio más popularidad fueron sus intervenciones en las series de televisión Anillos de oro y Segunda enseñanza, de Ana Diosdado y Pedro Masó.
En el año 2017 estrenó la serie Pulsaciones de Antena 3 cuya serie tenía una trama cerrada y concluyó en su primera temporada.

## Trayectoria profesional

### Teatro
- Ligazón (1975), de Valle-Inclán.
- Harold y Maud (1975), de Colin Higgins.
- La doble historia del doctor Valmy (1976), de Antonio Buero Vallejo.
- Homenaje (1980), de Bernard Slade.
- La vida es sueño (1981), de Calderón de la Barca.[2]
- La Dorotea (1983), de Lope de Vega.
- Antígona (1983), de Sófocles; Festival de Mérida
- Cuentos de los bosques de Viena (1984), de Ödön von Horváth.[3]
- Electra (1984), de Eurípides; Teatro Romano de Mérida.
- El castigo sin venganza (1985), de Lope de Vega.
- El concierto de San Ovidio (1986), de Antonio Buero Vallejo.
- Paso a paso (1986), de Richard Harris.
- La Malquerida (1988), de Jacinto Benavente.
- Separados (1989), de Tom Kempinski.
- Calígula (1990), de Albert Camus; Festival de Mérida.
- Perdidos en Yonkers (1992), de Neil Simon.
- Un tranvía llamado Deseo (1993), de Tennessee Williams.
- Los bosques de Nyx (1994), de Javier Tomeo.
- Terror y miseria del Tercer Reich (1995), de Bertolt Brecht.
- Un marido ideal (1996), de Oscar Wilde.
- La hermana pequeña (1999), de Carmen Martín Gaite.
- Madrugada (2000), de Antonio Buero Vallejo.
- Panorama desde el puente (2000), de Arthur Miller.
- El precio (2003), de Arthur Miller.
- Tras las huellas de Bette Davis (Muñecas rotas) (2007), de Eugenio Arredondo.
- La señorita de Trevélez (2007), de Carlos Arniches.
- La noche de la iguana (2009), de Tennessee Williams.
- Las más fuertes (2011), de Eusebio Lázaro.
- Verano (2011), de Jorge Roelas.[4]
- Y la casa crecía  (2016), de Jesús Campo.
- Divinas palabras (2019), de Valle-Inclán.
- La gata sobre el tejado de zinc, de Tennessee Williams.

### Televisión
- Una vida para amarte (1970)
- Así amaban los héroes (1971)
- Cuentos y leyendas
  - El regreso de Edelmiro (9 de enero de 1976)
- Las Viudas
  - Viuda castellana (3 de mayo de 1977)
- Curro Jiménez
  - Una larga ausencia (29 de diciembre de 1976)
  - Una larga distancia (11 de diciembre de 1977)
- Cañas y Barro (1978)
- Estudio 1
  - El chico de los Winslow (11 de octubre de 1982)
  - Al final de la cuerda (18 de abril de 1979)
- Cervantes  (1981)
- Anillos de oro
  - El país de las maravillas (11 de noviembre de 1983)
- El jardín de Venus
  - Salvada (13 de noviembre de 1983)
  - Condecorado (29 de noviembre de 1983)
- La huella del crimen
  - El caso del procurador enamorado (1984)
- Segunda enseñanza (1986)
- Primera función
  - La dama del alba (19 de enero de 1989)
- Crónicas del mal
  - La casa embrujada (20 de noviembre de 1992)
- Función de noche
  - Los bosques de Nyx (8 de julio de 1995)
- Historias del otro lado
  - Delirium (15 de mayo de 1991)
  - Mujer con violetas (14 de febrero de 1996)
  - El despacho del doctor Armengot (28 de abril de 1996)
- Policías, en el corazón de la calle (2001-2003)
- 7 vidas
  - Atraco a las tres (12 de febrero de 2006)
- Hospital Central
  - Señales de humo (21 de junio de 2006)
- B&B, de boca en boca
  - La verdad sobre Paula Dobao (2 de abril de 2014)
- Pulsaciones (2017)
- Vis a vis (2018)
- Estoy vivo (2018)
- Paraíso (2021)
- Express (2022)

### Cine
- Blum (1970), de Julio Porter.
- Los amantes (1973), de Manuel J. Catalán.
- Dale nomás (1974), de Osías Wilenski.
- El tramposo (1976), de Sidney Hayers.
- El día del presidente (1979), de Pedro Ruiz.
- ¡Qué verde era mi duque! (1980), de José María Forqué.
- Palmira (1982), de José Luis Olaizola.
- La guerra de los locos (1987), de Manolo Matji.
- La familia... 30 años después (1999), de Pedro Masó.
- Calle Libertad (2004), de Begoña Saugar.

## Premios
- Fotogramas de Plata: Candidata en 1983 (por la serie Anillos de oro), en 1993 (por la obra Un tranvía llamado Deseo) y en 1996 (por la obra Un marido ideal).
- Premio María Guerrero (1985).
- Premio Miguel Mihura (de la temporada 1985-1986), por las obras El castigo sin venganza y El concierto de San Ovidio.
- Premio Nacional de Teatro (1986).
- Premio Ercilla de Teatro (2000), por la obra Madrugada.
- También destacan nominaciones a los Premios Mayte y los Premios Teatro de Rojas (por la La noche de la iguana).